# Henry J. Scudder
Henry Joel Scudder (ur. 18 września 1825 w Northport, zm. 10 lutego 1886 w Nowym Jorku) – amerykański polityk, członek Partii Republikańskiej.

## Działalność polityczna
W okresie od 4 marca 1873 do 3 marca 1875 przez jedną kadencję był przedstawicielem 1. okręgu wyborczego w stanie Nowy Jork w Izbie Reprezentantów Stanów Zjednoczonych.
Jego siostrzeńcem był Townsend Scudder.